# Eloy Ricardo Dumón
Eloy Ricardo Dumón (Gualeguaychú, 26 de noviembre de 1925 - Buenos Aires, 5 de septiembre de 1991) fue un astrólogo y autor argentino.

## Actividad comunitaria
Cursó estudios en la Facultad de Ciencias Económicas (Universidad de Buenos Aires). Estudiante de diversas filosofías y religiones orientales así como también de ocultismo en general, a los 23 años tuvo su primer contacto con la astrología. Se incorporó al Centro Astrológico de Buenos Aires poco después de su creación en 1961, y desde 1965 hasta su fallecimiento en 1991 fue director de esa institución, desempeñándose todo ese tiempo como profesor junto a su compañera Rubí Leza. Durante ese lapso publicó asimismo la revista trimestral Astrología (en donde también escribió numerosos artículos), por entonces una de las únicas publicaciones periódicas astrológicas en español y que distribuyó en toda el área hispanoparlante, logrando así un gran reconocimiento de la institución, también dado a través de su fluido contacto epistolar con conocidos astrólogos y grupos de Europa, Australia y Estados Unidos. Contribuyó de un modo fundamental a la divulgación del sistema Topocéntrico de casas creado en la década del '60 por Vendel Polich y Anthony Nelson Page, incluyendo la edición de una Tabla de Casas muy difundida en América Latina. Publicó en la década del '80 dos manuales de astrología que son todavía considerados textos de referencia en el aprendizaje y la práctica de la materia.

## Obras
- Manual de Astrología Moderna (1983). Sirio, Buenos Aires. Kier, Buenos Aires (1992), ISBN 950-17-0531-5
- Astrología Predictiva (1989). Sirio, Buenos Aires. ISBN 950-9183-08-3. Kier, Buenos Aires (1992), ISBN 950-17-0532-3
- Tablas de casas topocéntricas. Parte I y II. 0º a 60º Sur, editor (1982). Sirio, Buenos Aires.
- Revista trimestral Astrología, editor (1965-1991). Centro Astrológico de Buenos Aires. RPI 875.806